# Růžena Jilemnická
Růžena Jilemnická, rozená Hudcová (15. února 1897 Brno – 19. srpna 1947 Svätý Jur) byla slovenská spisovatelka a pedagožka českého původu. Používala pseudonymy Vlasta a Roku Záskalská. Byla manželkou spisovatele Petra Jilemnického.

## Život
Po absolvování učitelského ústavu v Brně v roce 1916 učila na několika místech v Čechách a na Slovensku (v letech 1923–1925 v Brezně). Byla představitelkou ženského hnutí na Slovensku. Svoje postřehy, črty, příběhy ze života, v duchu socialistických idejí, publikovala na stránkách periodik Proletářka, Spartakus aj. Je autorkou brožurky o přírodních jevech, zeměpisných zajímavostech a přírodovědě. Dokumentární a uměleckou hodnotu mají její korespondence s manželem Petrem Jilemnickým, přáteli a příbuznými.